# Condado de Garfield (Colorado)
O Condado de Garfield é um dos 64 condados do Estado americano do Colorado. A sede do condado é Glenwood Springs, e a sua maior cidade é Rifle. O condado tem uma área de 7655 km² (dos quais 23 km² estão cobertos por água), uma população de 43 791 habitantes, e uma densidade populacional de 6 hab/km² (segundo o censo nacional de 2000). O condado foi fundado em 1883 e recebeu o seu nome em homenagem a James Abram Garfield (1831-1881), que foi o 20.º presidente dos Estados Unidos (1881).

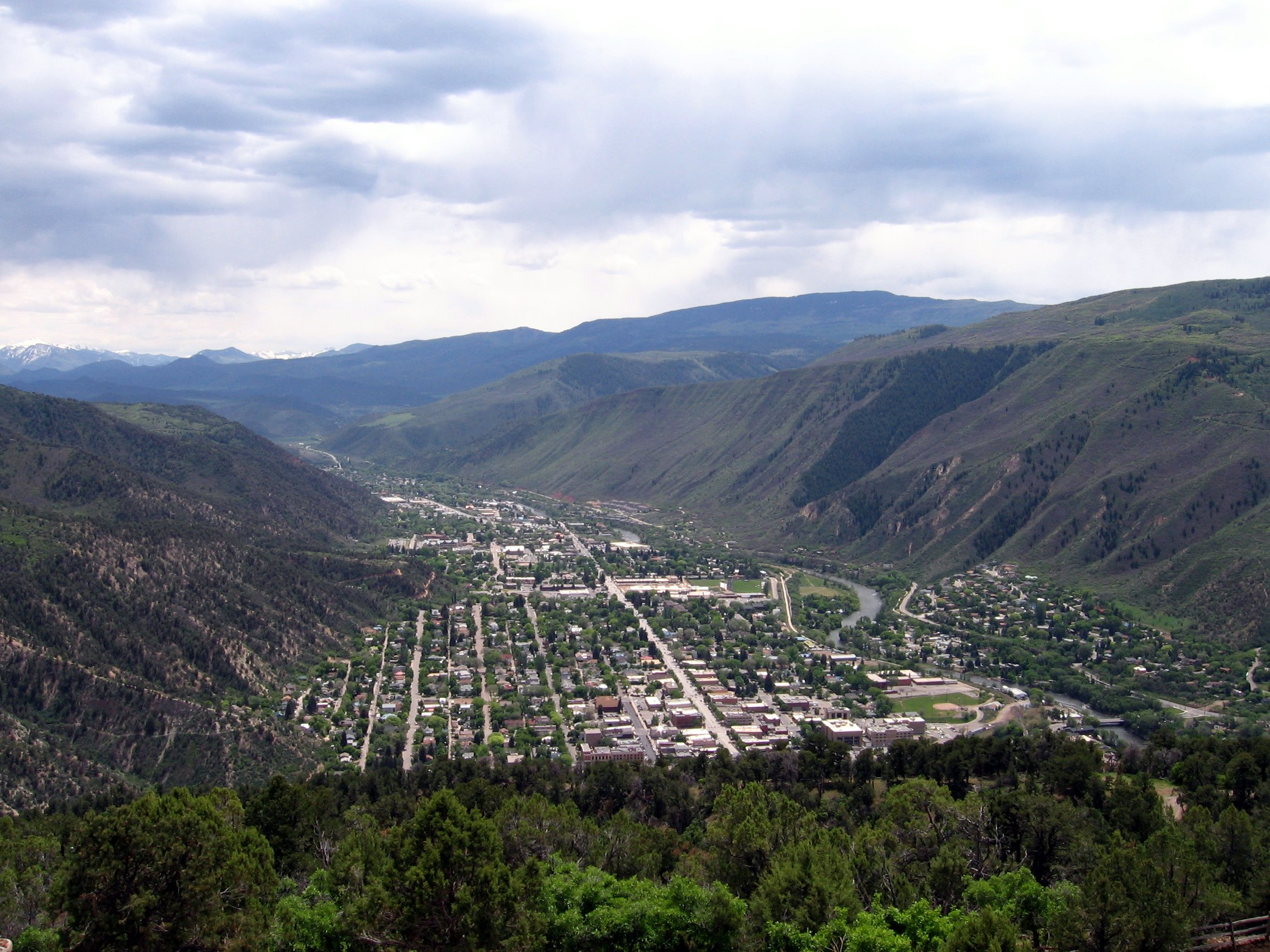
Panorama de Glenwood Spring, sede do condado de Garfield, Colorado